# Thuật ngữ nhiếp ảnh
- Trong nhiếp ảnh có nhiều thuật ngữ kỹ thuật chuyên ngành thể hiện phương pháp chụp ảnh khác nhau như:
1. Độ sâu tiêu cự (Depth of focus);
2. Độ sâu trường ảnh (DOF, Depth of field);
3. Bokeh;
4. High Dynamic Range (HDR);[1]
5. Panorama;[2]
6. Macro;
7. Close up;
8. Motion Blur (Kĩ thuật chụp ảnh chuyển động);
9. Soi bóng (Reflection);
10. Đổ bóng (Shadow);
11. Ngược sáng (Silhouette);[3]
12. Thiếu sáng, Thừa sáng, Đúng sáng;
13. Phơi sáng;
14. Cháy sáng;[4]
15. Tilt-shift (Tạo hiệu ứng cảnh vật trông như một thế giới đồ chơi thu nhỏ);
16. Flare (Tạo vệt sáng mờ đồng dạng, lóe lên bởi tia sáng mạnh);
17. Soft focus (Nhờ sử dụng Lensbaby);

v.v.